# 蝴蝶小姐
《蝴蝶小姐》（Butterflies Are Free）是美國電影，於1972年上映。歌蒂·韓主演。

## 劇情
初到大城市的年輕小姐住在平價出租房中，發覺隔壁年輕男子常站在陽台上的玻璃門後往她這邊看。她當他是偷窺狂，卻仍少根筋的過門拜訪，這才發現這位名為唐的鄰居全盲，常站在那裡不過是為了避暑。但唐雖看不見，卻仍樂觀正向的看待生活，並不介意與其他人的不同，所以在母親的憂慮中搬出來自己試著住兩個月。他不但飽讀詩書，喜歡自彈自唱，還將家裡打理得井井有條，甚至比她更瞭解城市中的地理。年輕小姐自嘆不如，也介紹自己是吉兒，以十九歲之齡已結婚又離婚，因為她無法長久處在一段親密關係中。吉兒來此是想開展演藝事業，但她的生活一團糟，又胸無點墨，將狄更斯的名句Butterflies Are Free（即片名）當成來自馬克吐溫。由於沒頭沒腦，吉兒一再於無意中提到與視覺相關的詞句，又為自己的冒犯感到懊惱。但他並不在意。
由於一直由母親打理一切，唐的外觀被吉兒視為過度中規中舉，於是帶著他出門買些更有意思的衣飾。服裝店員工不知唐是盲人，一再要求他對鏡看看自己模樣，明白實情後又自感不好意思，願意免費招待。但唐並不在意，反拿自己的眼睛開玩笑。
兩人在他的居所共進晚餐。唐提及從學生時代就鼓勵他並為他培養自信的女性朋友，她為他找了現行居處後就與新的男朋友搬到墨西哥去了。吉兒願意補上她的位置。由於兩人各自租的地方本是同一個居住單位，只是房東一分為二租給不同人，吉兒想用餐刀打開隔絕兩邊的門以便通行，卻行不通，還是唐摸索著完成。兩人提到外貌相關話題，吉爾引導唐的手撫摸自己頭臉，唐卻被她的假髮及假睫毛嚇得不知發生何事。吉爾繼續引導他的手探索更為敏感的地方，唐以為吉爾是以自己的身體在同情他。兩人互相生氣了一番之後，終於明白對方的真心。
第二天，兩人還衣衫不整的時候，原本預計還有一個月才會出現的唐的媽媽無預警來訪，古板的她對於兒子住在這種地方大不以為然，他的新裝更令她感到刺眼。唐的媽媽對兒子新朋友的來歷追根究底，令唐感到很不高興。她要求兒子馬上回家，但唐並不願意。
吉兒因下午有試鏡而回自己居處更衣，母子繼續吵。唐出門準備晚餐，於是唐的媽媽邀吉兒出門午餐。兩人談及唐之前的女性朋友如何離開他，而吉兒也將如此。吉兒認為這個媽媽過於保護兒子，想法過於負面，生氣的離開去試鏡。
唐等著吉兒一起晚餐，媽媽陪著他一起等，言談中開始明白自己對兒子並不如自以為的全盤瞭解。吉兒回來時帶著自己的導演朋友，卻已用過晚餐，並全然忘記與唐要共進晚餐的事。她告訴唐母子，自己將搬到導演朋友的居處。
當吉兒回到自己的地方收拾時，唐終於想回家，但其母並不願意他這樣充滿挫敗感的回去。她反倒勸服兒子好好一個人生活，自己單獨的回家。
吉兒在唐又單獨在自己家時過來道別，被唐留著吃三明治。兩人間的談話逐漸發展到唐質問吉兒是否他媽媽對她說了什麼，才導致她想迅速投入別人的懷抱，因為唐能察覺出她並沒那麼愛她的導演朋友，以及她並沒真的忘記晚餐之約。唐要求她不要因為他眼盲而與他在一起或離開他。吉兒則表示兩人有太多的不同，因此她早晚會傷了他，但她不想要這樣。唐則指出她只是不夠成熟，無法為長久的關係作出許諾。兩人都故作堅強而直言無隱。吉兒終於出門離開。
吉兒出門後發現導演朋友已等在樓下。在她離去後，唐失去平日的從容鎮靜，發了一頓脾氣後又陷入痛苦。吉兒卻於此時帶著行李回來，坦承自己在新朋友面前卻步。兩人歡笑著言歸於好。

## 獎項
- 奧斯卡最佳女配角獎[1][2]